# Дистриб'ютор (торгівля)
Дистриб'ютор або прокатчик (англ. distributor — розповсюджувач) — фірма або агент промислового підприємства, які здійснюють реалізацію продукції й виступають торговцем за договором на основі угоди про право на продаж в окремому регіоні. Угода фірми передбачає виконання дистриб'ютором ряду функцій, пов'язаних з реалізацією товару: організацію реклами в даному регіоні, передпродажну підготовку технічно складних товарів, наданням покупцям сервісних послуг, аналіз кон'юнктури ринку та відгуків покупців про придбані ними вироби фірми тощо.
Дистрибуторами можуть бути супермаркети, гуртовики, дилери, брокери тощо. У маркетингу (особливо міжнародному) фірма, що здійснює функції торгового посередника в організації руху товару для виробника товару. Дистриб'ютор може бути або дочірнім підприємством продуцента, або самостійною фірмою, що діє на договірній підставі (особливо на зовнішніх ринках).
Дистрибутор є складовою, часто кінцевою, частиною каналів продажу (розподілу, дистрибуції).